# 核心泡
核心泡是一个位于中国吉林省大安县的湖泊，面积约为6平方千米，平均水深约为0.8米。